# Hubert Baumgartner
Hubert Baumgartner (Wolfsberg, Austria, 25 de febrero de 1955) es un exfutbolista y entrenador austriaco que se desempeñaba como guardameta.

## Clubes

### Jugador
| Club                       | País    | Año       |
| -------------------------- | ------- | --------- |
| DSV Leoben                 | Austria | 1973-1974 |
| FK Austria Viena           | Austria | 1974-1979 |
| R. C. Recreativo de Huelva | España  | 1979-1982 |
| FC Admira Wacker Mödling   | Austria | 1982-1987 |
| SKN St. Pölten             | Austria | 1987-1989 |

### Entrenador
| Club                             | País    | Año       |
| -------------------------------- | ------- | --------- |
| SKN St. Pölten                   | Austria | 1990-1993 |
| SK Rapid Viena                   | Austria | 1993-1994 |
| SKN St. Pölten                   | Austria | 1995-1996 |
| FC Linz                          | Austria | 1997      |
| SV Würmla                        | Austria | 2000      |
| Admira Wacker (Jefe de Deportes) | Austria | 2006-2007 |